# Giuseppe Robolotti
Giuseppe Michele Robolotti (Cremona, 27 dicembre 1885 – Carpi, 12 luglio 1944) è stato un generale e partigiano italiano veterano della guerra italo-turca, della prima guerra mondiale e della seconda guerra mondiale. Dopo l'armistizio dell'8 settembre 1943, passò nelle file della resistenza entrando a far parte del Comitato di Liberazione Nazionale Alta Italia, di cui divenne comandante militare per la piazza di Milano affiancando il generale Bortolo Zambon. Decorato con una medaglia d'argento, una di bronzo al valor militare e la croce al merito di guerra.

## Biografia
Nacque a Cremona il 27 dicembre 1885, figlio di Giovanni e Albina Maffi. Si arruolò nel Regio Esercito, entrando entrò come allievo ufficiale nell'Regia Accademia Militare di Modena, da cui uscì con il grado di sottotenente, assegnato all'arma di fanteria. Partecipò alla guerra italo-turca, dove fu decorato di una Medaglia di bronzo al valor militare per il coraggio dimostrato nel corso della battaglia di Zanzur.

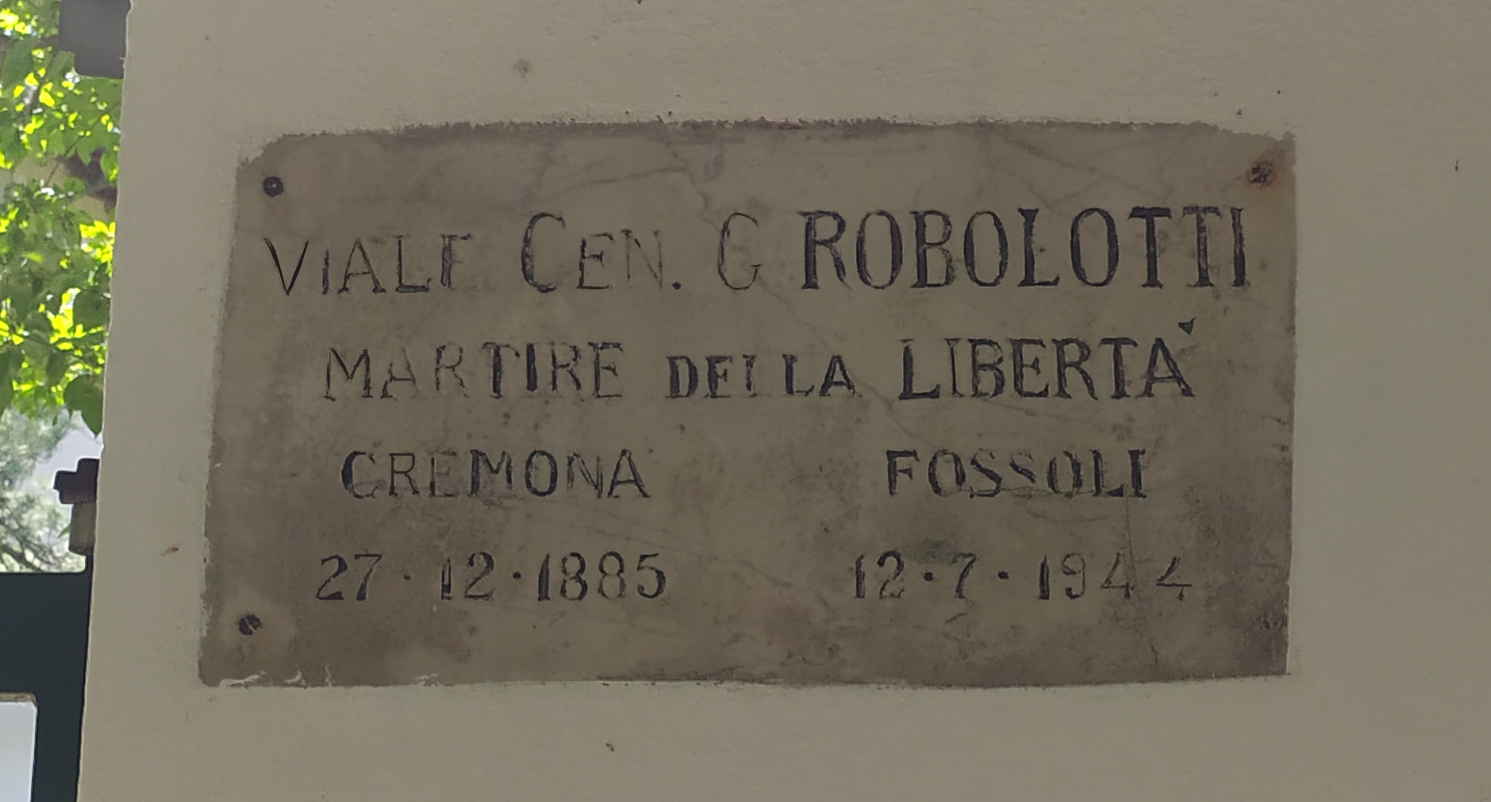
Lapide commemorativa che ricorda Giuseppe Robolotti, "martire della libertà", installata in Via Robolotti a Cogliate.

Prese parte alla grande guerra, venendo promosso capitano nel 1915, e maggiore nel 1917, e venendo decorato con una Medaglia d'argento al valor militare “sul campo” nell'ottobre 1918, mentre prestava servizio nel 32º Reggimento fanteria. Tenente colonnello nel 1926, fu promosso colonnello nel 1936, assumendo il comando del 78º Reggimento fanteria "Lupi di Toscana". Assegnato ad incarichi speciali, nel 1938 passa in servizio presso il Corpo d'armata di Milano, ritornando poi al 78º Reggimento fanteria "Lupi di Toscana", con funzioni di comandante di corpo,  nel 1939. L'anno successivo è assegnato all'Armata del Po in qualità di commissario al movimento stradale, venendo collocato in posizione di riserva alla fine del 1940, a seconda guerra mondiale ormai iniziata. Andato a lavorare come Direttore presso lo stabilimento ACNA di Cesano Maderno, nel giugno 1942 è richiamato in servizio attivo con il grado di generale di brigata e destinato al comando militare della zona di Trieste, con il compito di addestrare la truppa presente nei depositi. Alla fine dell'anno diviene Comandante della Piazza Militare di Fiume, in Croazia. L'8 aprile 1943 assume il comando della Zona Militare di Trieste. All'atto dell'armistizio dell'8 settembre oppone subito decisa resistenza alle truppe tedesche che avanzano per occupare la città e il suo porto. Il 10 dello stesso mese abbandona Trieste, sottraendosi alla cattura, e raggiunge il Friuli dove era stato trasferito il comando di Corpo d'armata. Il 14 settembre raggiunge Milano. Verso la fine del mese viene avvicinato dal generale Bortolo Zambon, incaricato dal Comitato di Liberazione Nazionale Alta Italia e tra i due si stabilisce subito un'intesa quasi perfetta. Assunto presso la Direzione centrale della Società Montecatini, si rifiuta di prestare giuramento all'esercito della Repubblica Sociale Italiana, e si fa mettere in aspettativa.
Rimase fedele al governo legittimo del sud e fu incaricato da Zambon di organizzare un comitato tra i militari, assisterli moralmente e, se necessario, anche finanziariamente, e poi assunse il comando della Piazza di Milano. 
Fu però arrestato con Zambon il 25 maggio 1944 da agenti del Pubblica sicurezza giunti da varie città, appoggiati da un reparto delle SS, allertati da un informatore (capitano Bianchi), con la cosiddetta operazione "Complotto contro i generali". Rinchiuso nel carcere di San Vittore, il 29 giugno venne trasferito al Campo di concentramento di Fossoli. L'11 luglio gli fu detto di prepararsi al trasferimento in un altro luogo, ma egli capì subito quale destino attendeva sia lui che gli altri prigionieri destinati al trasferimento. Ad un amico confidò: Caro, cosa vuoi, la Patria mi chiama. Trasferito con altre 69 persone sul poligono di Cibeno di Fossoli, nel comune di Carpi, fu fucilato con altri 67 ostaggi, in quanto due riuscirono a fuggire.  Sepolto inizialmente in una fossa comune, dopo la fine della guerra il suo corpo fu traslato nel Sacrario dei Caduti del Cimitero di Cremona, dove riposa tuttora.
Promosso postumo al rango di generale di divisione,  una via di Cesano Maderno e una di Cogliate portano il suo nome.

### Annotazioni
1. ↑  Volontario garibaldino e militare di carriera.
2. ↑  A Cremona, sulla casa che sorge all'angolo con la via E. Sacchi, una lapide di marmo bianco ricorda così Giuseppe Robolotti:  Generale dell'Esercito Italiano, tempratosi in tre guerre all'ardimento ed al sacrificio, giunto all'età che ai prodi suole concedere meritato riposo, posto a scegliere tra servaggio e libertà scelse la libertà ed affrontò la morte.

### Fonti
1. 1 2 3 4 5 6 7 8 9  AnpiCremona.
2. 1 2 3 4 5 6 7 8 9 10  Centro Studi Fossoli.